# La Nova Revista (1955-1958)
|  | No s'ha de confondre amb altres publicacions de nom igual, com la editada a Barcelona el 1929-1929, o similar (Revista Nova).. |

La Nova Revista fou una revista bimestral en català publicada pels catalans exiliats a ciutat de Mèxic el gener de 1955, que pretenia ser la continuadora de La Nostra Revista, i que es publicà fins a l'octubre de 1958. En sortiren 33 números, alguns dels quals d'una gran qualitat literària.
El fundador i editor fou Avel·lí Artís-Gener, fill d'Avel·lí Artís i Balaguer, que havia fundat i dirigit La Nostra Revista, i Joan Rossinyol era secretari de redacció. El contingut era fortament nacionalista català, i tenia articles i comentaris de caràcter polític i cultural, textos literaris i una bona secció d'informació amb noms escaients com Noticiari General de l'interior (a cura de Miquel Ferrer Sanxis), El Pla de la calma, Panorama Polític i Els llibres. També publicava un suplement literari dirigit per Agustí Bartra.
Hi van col·laborar la plana major de la intel·lectualitat catalana (principalment nacionalista) a l'exili, com Ventura Gassol, Josep Carner i Ribalta, Josep Maria Miquel i Vergés, Josep Lleonart i Maragall, Rafael Tasis, Manuel Serra i Moret, Josep Conangla i Fontanilles, Artur Bladé i Desumvila, Pere Foix, Pere Calders, Carles Riba, Vicenç Guarner, Domènec Guansé i Salesas, Antoni Peyrí i Rocamora, Agustí Cabruja i Auguet, Joan Triadú, Anna Murià i Romaní, August Pi i Sunyer, Josep Maria Murià i Romaní i Miquel Ferrer Sanxis.